# Rezerwat przyrody Łacha Jelcz
Rezerwat przyrody Łacha Jelcz – wodny rezerwat przyrody w gminie Jelcz-Laskowice, w powiecie oławskim (województwo dolnośląskie). Przylega do miejscowości Jelcz, stanowiącej część miasta Jelcz-Laskowice.
Rezerwat został utworzony w 1954 roku w celu ochrony naturalnego stanowiska rośliny wodnej – kotewki orzecha wodnego. Pierwotnie zajmował powierzchnię 6,90 ha, w 2014 roku został powiększony do 59,68 ha i objął ochroną całe starorzecze Odry z przylegającym lasem. Celem ochrony rezerwatu jest obecnie „zachowanie ze względów naukowych i dydaktycznych flory i fauny oraz naturalnych procesów sukcesyjnych w ekosystemie starorzecza rzeki Odry”.
Dla rezerwatu przyrody ustalono rodzaj – wodny. Ze względu na dominujący przedmiot ochrony jest to rezerwat typu biocenotycznego i fizjocenotycznego, podtypu biocenoz naturalnych i półnaturalnych. Ze względu na główny typ ekosystemu jest to rezerwat wodny, podtypu rzek i ich dolin, potoków i źródeł.
Oprócz kotewki na terenie rezerwatu występuje m.in. salwinia pływająca, kruszczyk szerokolistny, grążel żółty, grzybienie białe, strzałka wodna, niezapominajka błotna.
Obszar rezerwatu objęty jest ochroną czynną.